# 峰岸休文
峰岸 休文（みねぎし きゅうぶん、生年不明 - 万延元年7月6日（1860年8月22日））は幕末期の日本の学者。出身地から「鍋山休文」とも。「青峨」とも号す。

## 来歴
下野国鍋山村熊下（現・栃木市）の出身。鹿沼の鈴木石橋に学び、長崎でオランダ医学を学んだ。
帰国ののち西水代村（水代村・大平町を経て現・栃木市）の田村治兵衛の邸に家塾峰岸塾を建て、医業のかたわら、近村の者に学問を教えた。「公方様より、天朝様の方が尊い」と主張し、同地域での勤皇思想を広める端緒となった。幕末から明治に活躍した松本暢、国分義胤、川連虎一郎らも休文に学んだ。
水代に30年あまり滞在し、鍋山に帰ったとき70歳だった。